# Chionaema togoana
Chionaema togoana là một loài bướm đêm thuộc phân họ Arctiinae, họ Erebidae.